# Segunda División B 2020-2021
La Segunda División B 2020-2021 è stata la 44ª edizione del campionato di calcio spagnolo di terza divisione ad avere questa denominazione, iniziata ad ottobre 2020 e terminata a maggio 2021. La stagione precedente si è conclusa bruscamente a causa della pandemia causata dal COVID-19. Dopo un mese di gare sospese, la RFEF ha deciso di concludere le gare con alcune considerazioni straordinarie; come l'eliminazione delle retrocessioni da Segunda B a Tercera División, l'ampliamento della categoria a 102 squadre divise in cinque gironi, e soprattutto la creazione di una categoria intermedia tra la Segunda División e Segunda División B per la stagione 2021-2022.

## Avvenimenti
Parteciperanno 102 club da tutta l'area spagnola, suddivisi in gruppi diversi a seconda della vicinanza geografica. Dato che la durata della stagione 20-21 sarà leggermente più breve del solito, la RFEF ha optato per il formato dei sottogruppi con una fase finale in cui le squadre si raggruppano nuovamente in base alla posizione. Le uniche squadre esordienti sono: Covadonga, Atzeneta, Tamaraceite e Tarazona.

### Formula
Le 102 squadre partecipanti sono state suddivise in base alla posizione geografica in 5 gruppi, dopodiché ogni gruppo presenta 2 sottogruppi (8 con 10 squadre e 2 con 11 squadre). Le squadre partecipanti si affrontano in un doppio girone all'italiana con partite di andata e ritorno per un totale di 18 giornate e 20 giornate.
- La 1ª - 2ª e 3ª classificata di ogni gruppo (30 in totale) è ammessa alla fase di promozione in Segunda División (La Liga SmartBank) 2021-2022.
- La 4ª - 5ª - 6ª più due 7ª classificate di ogni gruppo (32 in totale) sono ammesse alla fase di promozione in Primera División RFEF 2021-2022.
- La 7ª - 8ª - 9ª - 10ª e due 11ª classificate di ogni gruppo (40 in totale) sono ammesse alla fase di retrocessione in Tercera División 2021-2022 o permanenza in Segunda División RFEF.

Come già anticipato la RFEF per la stagione 2021-2022 creerà una nuova categoria tra la Segunda División e la Segunda Division B. In questo modo la Tercera División non sarà più la quarta categoria del campionato spagnolo ma la quinta. Su 102 squadre faranno parte della nuova "Primera División RFEF" ben 40 squadre, cioè le 26 perdenti della fase promozione alla Segunda 21-22, le 4 retrocesse dalla Segunda e le 10 vincitrici del play off promozione tra le 4°-5°-6°-7°.

### Cambiamenti di squadra dalla scorsa stagione
Retrocesse dalla Segunda División
- Racing Santander
- Extremadura UD
- Numancia
- Deportivo La Coruña

Promosse in Segunda División
- FC Cartagena
- UD Logroñés
- Castellón
- Sabadell

Promosse dalla Tercera División
- Compostela
- Covadonga
- Laredo
- Portugalete
- L'Hospitalet
- Atzeneta
- Navalcarnero
- Zamora CF
- El Ejido
- Betis B
- Poblense
- Tamaraceite
- Lorca Deportiva
- Villanovense
- Mutilvera
- SD Logroñés
- Tarazona
- Socuéllamos
- Lealtad
- Alcoyano
- Marino
- Linares Deportivo

## Gruppo 1
Il primo gruppo è costituito da squadre provenienti dalle regioni autonome di  Castiglia e León (8),  Asturie (6),  Galizia (6).

### Squadre
| Squadra             | Città                  | Stadio                             |
| ------------------- | ---------------------- | ---------------------------------- |
| Burgos              | Burgos                 | El Plantío                         |
| Celta Vigo B        | Vigo                   | Barreiro                           |
| Compostela          | Santiago di Compostela | Estadio Vero Boquete de San Lázaro |
| Coruxo              | Vigo                   | O Vao                              |
| Covadonga           | Oviedo                 | J.A. Álvarez Rabanal               |
| Deportivo La Coruña | La Coruña              | Stadio Riazor                      |
| Guijuelo            | Guijuelo               | Municipal de Guijuelo              |
| Langreo             | Langreo                | Ganzábal                           |
| Lealtad             | Villaviciosa           | Les Caleyes                        |
| Leonesa             | León                   | Reino de León                      |
| Marino de Luanco    | Luanco                 | Estadio Miramar                    |
| Numancia            | Soria                  | Nuevo Estadio Los Pajaritos        |
| Pontevedra          | Pontevedra             | Pasarón                            |
| Racing Ferrol       | Ferrol                 | Estadio de A Malata                |
| Real Oviedo B       | Oviedo                 | El Requexón                        |
| Real Valladolid B   | Valladolid             | Anexos José Zorrilla               |
| Salamanca UDS       | Salamanca              | Helmántico                         |
| Sporting Gijón B    | Gijón                  | Pepe Ortiz                         |
| Unionistas          | Salamanca              | Pistas del Helmántico              |
| Zamora CF           | Zamora                 | Ruta de la Plata                   |

### Classifica Sottogruppo A
|  | Pos. | Squadra             | Pt | G  | V | N  | P  | GF | GS | DR  |
|  | ---- | ------------------- | -- | -- | - | -- | -- | -- | -- | --- |
|  | 1.   | Celta Vigo B        | 30 | 18 | 9 | 3  | 6  | 22 | 20 | +2  |
|  | 2.   | Unionistas          | 30 | 18 | 8 | 6  | 4  | 17 | 10 | +7  |
|  | 3.   | Zamora CF           | 30 | 18 | 8 | 6  | 4  | 18 | 17 | +1  |
|  | 4.   | Deportivo La Coruña | 29 | 18 | 8 | 5  | 5  | 14 | 10 | +4  |
|  | 5.   | Racing Ferrol       | 27 | 18 | 7 | 6  | 5  | 22 | 17 | +5  |
|  | 6.   | Compostela          | 25 | 18 | 5 | 10 | 3  | 20 | 16 | +4  |
|  | 7.   | Pontevedra          | 21 | 18 | 5 | 6  | 7  | 19 | 19 | 0   |
|  | 8.   | Coruxo              | 20 | 18 | 6 | 2  | 10 | 16 | 23 | -7  |
|  | 9.   | Salamanca UDS       | 19 | 18 | 5 | 4  | 9  | 17 | 23 | -6  |
|  | 10.  | Guijuelo            | 12 | 18 | 2 | 6  | 10 | 12 | 22 | -10 |

### Classifica Sottogruppo B
|  | Pos. | Squadra           | Pt | G  | V  | N | P  | GF | GS | DR  |
|  | ---- | ----------------- | -- | -- | -- | - | -- | -- | -- | --- |
|  | 1.   | Burgos            | 39 | 18 | 12 | 3 | 3  | 24 | 12 | +12 |
|  | 2.   | Leonesa           | 31 | 18 | 8  | 7 | 3  | 27 | 15 | +12 |
|  | 3.   | Real Valladolid B | 30 | 18 | 8  | 6 | 4  | 24 | 17 | +7  |
|  | 4.   | Numancia          | 25 | 18 | 6  | 7 | 5  | 23 | 14 | +9  |
|  | 5.   | Langreo           | 25 | 18 | 6  | 7 | 5  | 21 | 20 | +1  |
|  | 6.   | Marino de Luanco  | 22 | 18 | 6  | 4 | 8  | 18 | 22 | -4  |
|  | 7.   | Real Oviedo B     | 21 | 18 | 6  | 3 | 9  | 17 | 27 | -10 |
|  | 8.   | Lealtad           | 20 | 18 | 4  | 8 | 6  | 11 | 14 | -3  |
|  | 9.   | Sporting Gijón B  | 16 | 18 | 3  | 7 | 8  | 16 | 24 | -8  |
|  | 10.  | Covadonga         | 14 | 18 | 4  | 2 | 12 | 21 | 37 | -16 |

## Gruppo 2
Il secondo gruppo è costituito da squadre provenienti dalle regioni autonome di  Paesi Baschi (9),  Navarra (4),   Aragona (3),  La Rioja (3) e  Cantabria (2).

### Squadre
| Squadra           | Città                  | Stadio                     |
| ----------------- | ---------------------- | -------------------------- |
| Alavés B          | Vitoria                | Ibaia                      |
| Amorebieta        | Amorebieta-Etxano      | Campo Municipal de Urritxe |
| Arenas Getxo      | Getxo                  | Gobela                     |
| Athletic Bilbao B | Bilbao                 | Santa María de Lezama      |
| Barakaldo         | Barakaldo              | Lasesarre                  |
| Calahorra         | Calahorra              | La Planilla                |
| Ebro              | Saragozza              | El Carmen                  |
| Ejea              | Ejea de los Caballeros | Luchán                     |
| Haro Deportivo    | Haro                   | El Mazo                    |
| Izarra            | Estella                | Merkatondoa                |
| Laredo            | Laredo                 | San Lorenzo                |
| Leioa             | Leioa                  | Sarriena                   |
| SD Logroñés       | Logroño                | Estadio Mundial 82         |
| Mutilvera         | Mutilva                | Mutilnova                  |
| Osasuna B         | Pamplona               | Tajonar                    |
| Portugalete       | Portugalete            | La Florida                 |
| Racing Santander  | Santander              | El Sardinero               |
| Real Sociedad B   | San Sebastián          | José Luis Orbegozo         |
| Real Unión        | Irun                   | Stadium Gal                |
| Tarazona          | Tarazona               | Municipal de Tarazona      |
| Tudelano          | Tudela                 | Ciudad de Tudela           |

### Classifica Sottogruppo A
|  | Pos. | Squadra           | Pt | G  | V  | N  | P  | GF | GS | DR  |
|  | ---- | ----------------- | -- | -- | -- | -- | -- | -- | -- | --- |
|  | 1.   | Real Sociedad B   | 40 | 20 | 12 | 4  | 4  | 35 | 16 | +19 |
|  | 2.   | Athletic Bilbao B | 39 | 20 | 11 | 6  | 3  | 34 | 19 | +15 |
|  | 3.   | Amorebieta        | 37 | 20 | 11 | 4  | 5  | 26 | 19 | +7  |
|  | 4.   | Racing Santander  | 35 | 20 | 10 | 5  | 5  | 30 | 17 | +13 |
|  | 5.   | Real Unión        | 33 | 20 | 10 | 3  | 7  | 26 | 18 | +8  |
|  | 6.   | Arenas Getxo      | 26 | 20 | 5  | 11 | 4  | 15 | 15 | 0   |
|  | 7.   | Laredo            | 24 | 20 | 7  | 3  | 10 | 17 | 27 | -10 |
|  | 8.   | Portugalete       | 22 | 20 | 6  | 4  | 10 | 16 | 19 | -3  |
|  | 9.   | Alavés B          | 20 | 20 | 5  | 5  | 10 | 22 | 31 | -9  |
|  | 10.  | Barakaldo         | 17 | 20 | 5  | 2  | 13 | 19 | 39 | -20 |
|  | 11.  | Leioa             | 10 | 20 | 1  | 7  | 12 | 12 | 32 | -20 |

### Classifica Sottogruppo B
|  | Pos. | Squadra        | Pt | G  | V | N | P  | GF | GS | DR  |
|  | ---- | -------------- | -- | -- | - | - | -- | -- | -- | --- |
|  | 1.   | Tudelano       | 34 | 18 | 9 | 7 | 2  | 29 | 14 | +15 |
|  | 2.   | Calahorra      | 34 | 18 | 9 | 7 | 2  | 17 | 6  | +11 |
|  | 3.   | SD Logroñés    | 29 | 18 | 7 | 8 | 3  | 20 | 14 | +6  |
|  | 4.   | Ebro           | 28 | 18 | 7 | 7 | 4  | 15 | 17 | -2  |
|  | 5.   | Osasuna B      | 24 | 18 | 6 | 6 | 6  | 21 | 22 | -1  |
|  | 6.   | Tarazona       | 24 | 18 | 7 | 3 | 8  | 16 | 22 | -6  |
|  | 7.   | Mutilvera      | 23 | 18 | 6 | 5 | 7  | 23 | 18 | +5  |
|  | 8.   | Ejea           | 18 | 18 | 4 | 6 | 8  | 12 | 19 | -7  |
|  | 9.   | Izarra         | 15 | 18 | 4 | 3 | 11 | 14 | 25 | -11 |
|  | 10.  | Haro Deportivo | 12 | 18 | 2 | 6 | 10 | 14 | 24 | -10 |

## Gruppo 3
Il terzo gruppo è costituito da squadre provenienti dalle regioni autonome di  Catalogna (10),  Comunità Valenzana (8),  Isole Baleari (2) e  Andorra (1).

### Squadre
| Squadra           | Città                     | Stadio                                 |
| ----------------- | ------------------------- | -------------------------------------- |
| Alcoyano          | Alcoy                     | Stadio El Collao                       |
| FC Andorra        | Encamp                    | Prada de Molès                         |
| Atlético Levante  | Valencia                  | Ciudad Deportiva                       |
| Atzeneta          | Atzeneta d'Albaida        | El Regit                               |
| Badalona          | Badalona                  | Municipal                              |
| Barcellona B      | Barcellona                | Mini Estadi                            |
| Cornellà          | Barcellona                | Camp Municipal de Cornellá             |
| Espanyol B        | Barcellona                | Ciudad Deportiva                       |
| Gimnàstic         | Tarragona                 | Nou Estadi                             |
| Hércules          | Alicante                  | José Rico Pérez                        |
| Ibiza             | Ibiza                     | Can Misses                             |
| La Nucía          | La Nucia                  | Camilo Cano                            |
| L'Hospitalet      | L'Hospitalet de Llobregat | Municipal de L'Hospitalet de Llobregat |
| Costa Brava       | Llagostera                | Municipal                              |
| Lleida Esportiu   | Lleida                    | Camp d'Esports                         |
| Olot              | Olot                      | Municipal d'Olot                       |
| Orihuela          | Orihuela                  | Los Arcos                              |
| Prat              | El Prat de Llobregat      | Sagnier                                |
| Peña Deportiva    | Santa Eulària des Riu     | Estadio Municipal                      |
| Valencia Mestalla | Valencia                  | Antonio Puchades                       |
| Villarreal B      | Villareal                 | Ciudad Deportiva                       |

### Classifica Sottogruppo A
|  | Pos. | Squadra         | Pt | G  | V  | N | P  | GF | GS | DR  |
|  | ---- | --------------- | -- | -- | -- | - | -- | -- | -- | --- |
|  | 1.   | Gimnàstic       | 35 | 20 | 9  | 8 | 3  | 32 | 15 | +17 |
|  | 2.   | Barcellona B    | 34 | 20 | 10 | 4 | 6  | 28 | 17 | +11 |
|  | 3.   | FC Andorra      | 31 | 20 | 8  | 7 | 5  | 23 | 19 | +4  |
|  | 4.   | Costa Brava     | 29 | 20 | 7  | 8 | 5  | 19 | 19 | 0   |
|  | 5.   | Cornellà        | 29 | 20 | 8  | 5 | 7  | 27 | 25 | +2  |
|  | 6.   | Badalona        | 28 | 20 | 7  | 7 | 6  | 16 | 16 | 0   |
|  | 7.   | Lleida Esportiu | 27 | 20 | 8  | 3 | 9  | 24 | 23 | +1  |
|  | 8.   | Espanyol B      | 23 | 20 | 6  | 5 | 9  | 22 | 27 | -5  |
|  | 9.   | L'Hospitalet    | 22 | 20 | 6  | 4 | 10 | 21 | 35 | -14 |
|  | 10.  | Prat            | 21 | 20 | 4  | 9 | 7  | 13 | 20 | -7  |
|  | 11.  | Olot            | 18 | 20 | 4  | 6 | 10 | 19 | 28 | -9  |

### Classifica Sottogruppo B
|  | Pos. | Squadra           | Pt | G  | V  | N | P | GF | GS | DR  |
|  | ---- | ----------------- | -- | -- | -- | - | - | -- | -- | --- |
|  | 1.   | Ibiza             | 40 | 18 | 12 | 4 | 2 | 26 | 5  | +21 |
|  | 2.   | Alcoyano          | 31 | 18 | 9  | 4 | 5 | 17 | 16 | +1  |
|  | 3.   | Villarreal B      | 28 | 18 | 7  | 7 | 4 | 21 | 15 | +6  |
|  | 4.   | Hércules          | 24 | 18 | 6  | 6 | 6 | 15 | 14 | +1  |
|  | 5.   | La Nucía          | 23 | 18 | 6  | 5 | 6 | 15 | 19 | -4  |
|  | 6.   | Atlético Levante  | 22 | 18 | 6  | 4 | 8 | 15 | 19 | -4  |
|  | 7.   | Atzeneta          | 21 | 18 | 5  | 6 | 7 | 20 | 18 | +2  |
|  | 8.   | Peña Deportiva    | 21 | 18 | 4  | 9 | 5 | 10 | 13 | -3  |
|  | 9.   | Orihuela          | 15 | 18 | 3  | 6 | 9 | 12 | 26 | -14 |
|  | 10.  | Valencia Mestalla | 15 | 18 | 2  | 9 | 7 | 20 | 26 | -6  |

## Gruppo 4
Il quarto gruppo è costituito da squadre provenienti dalle regioni autonome di  Andalusia (13),  Murcia (4) e  Isole Canarie (3).

### Squadre
| Squadra             | Città                     | Stadio                             |
| ------------------- | ------------------------- | ---------------------------------- |
| Algeciras           | Algeciras                 | Nuevo Mirador                      |
| Atlético Sanluqueño | Sanlúcar de Barrameda     | El Palmar                          |
| Betis B             | Siviglia                  | Ciudad Deportiva Luis del Sol      |
| Cadice B            | Cadice                    | Puntales                           |
| Córdoba             | Cordova                   | Estadio Nuevo Arcángel             |
| El Ejido            | El Ejido                  | Estadio Municipal de Santo Domingo |
| Granada B           | Granada                   | Ciudad Deportiva                   |
| Las Palmas Atlético | Las Palmas                | Anexo Gran Canaria                 |
| Linares Deportivo   | Linares                   | Estadio Municipal de Linarejos     |
| Linense             | La Línea de la Concepción | Mun. de La L. de la Concepción     |
| Lorca Deportiva     | Lorca                     | Francisco Artés Carrasco           |
| Marbella FC         | Marbella                  | Municipal                          |
| Marino              | Playa de las Américas     | Antonio Domínguez Alfonso          |
| Real Murcia         | Murcia                    | Nueva Condomina                    |
| Recreativo Huelva   | Huelva                    | Nuevo Colombino                    |
| San Fernando CD     | San Fernando              | Iberoamericano                     |
| Siviglia Atlético   | Siviglia                  | Ciudad Deportiva                   |
| Tamaraceite         | Las Palmas                | Juan Guedes                        |
| UCAM Murcia         | Murcia                    | La Condomina                       |
| Yeclano             | Yecla                     | La Constitución                    |

### Classifica Sottogruppo A
|  | Pos. | Squadra             | Pt | G  | V | N | P  | GF | GS | DR  |
|  | ---- | ------------------- | -- | -- | - | - | -- | -- | -- | --- |
|  | 1.   | Algeciras           | 32 | 18 | 9 | 5 | 4  | 21 | 17 | +4  |
|  | 2.   | San Fernando CD     | 31 | 18 | 9 | 4 | 5  | 22 | 15 | +7  |
|  | 3.   | Atlético Sanluqueño | 31 | 18 | 9 | 4 | 5  | 18 | 17 | +1  |
|  | 4.   | Linense             | 28 | 18 | 7 | 7 | 4  | 17 | 12 | +5  |
|  | 5.   | Tamaraceite         | 27 | 18 | 6 | 9 | 3  | 19 | 15 | +4  |
|  | 6.   | Cadice B            | 23 | 18 | 6 | 5 | 7  | 20 | 19 | +1  |
|  | 7.   | Las Palmas Atlético | 21 | 18 | 4 | 9 | 5  | 13 | 16 | -3  |
|  | 8.   | Recreativo Huelva   | 20 | 18 | 5 | 5 | 8  | 29 | 27 | +2  |
|  | 9.   | Marbella FC         | 18 | 18 | 4 | 6 | 8  | 20 | 19 | +1  |
|  | 10.  | Marino              | 10 | 18 | 2 | 4 | 12 | 11 | 33 | -22 |

### Classifica Sottogruppo B
|  | Pos. | Squadra           | Pt | G  | V  | N | P  | GF | GS | DR  |
|  | ---- | ----------------- | -- | -- | -- | - | -- | -- | -- | --- |
|  | 1.   | UCAM Murcia       | 33 | 18 | 9  | 6 | 3  | 22 | 15 | +7  |
|  | 2.   | Linares Deportivo | 33 | 18 | 10 | 3 | 5  | 22 | 16 | +6  |
|  | 3.   | Betis B           | 30 | 18 | 7  | 9 | 2  | 23 | 15 | +8  |
|  | 4.   | Siviglia Atlético | 30 | 18 | 8  | 6 | 4  | 27 | 19 | +8  |
|  | 5.   | Córdoba           | 27 | 18 | 7  | 6 | 5  | 21 | 16 | +5  |
|  | 6.   | Real Murcia       | 25 | 18 | 6  | 7 | 5  | 22 | 21 | +1  |
|  | 7.   | Granada B         | 23 | 18 | 6  | 5 | 7  | 20 | 19 | +1  |
|  | 8.   | El Ejido          | 19 | 18 | 4  | 7 | 7  | 17 | 21 | -4  |
|  | 9.   | Yeclano           | 11 | 18 | 2  | 5 | 11 | 13 | 27 | -14 |
|  | 10.  | Lorca Deportiva   | 9  | 18 | 1  | 6 | 11 | 15 | 33 | -18 |

## Gruppo 5
Il quinto gruppo è costituito da squadre provenienti dalle regioni autonome di  Madrid (8),  Estremadura (5),  Castiglia-La Mancia (4),  Isole Baleari (2) e  Melilla (1).

### Squadre
| Squadra              | Città                      | Stadio                       |
| -------------------- | -------------------------- | ---------------------------- |
| Atlético Baleares    | Palma di Maiorca           | Son Malferit                 |
| Atlético Madrid B    | Madrid                     | Nuevo Cerro del Espino       |
| Badajoz              | Badajoz                    | Nuevo Vivero                 |
| Don Benito           | Don Benito                 | Vicente Sanz                 |
| Extremadura UD       | Almendralejo               | Stadio Francisco de la Hera  |
| Getafe B             | Getafe                     | Ciudad Deportiva             |
| Inter de Madrid      | Boadilla del Monte         | Polideportivo Municipal      |
| Las Rozas            | Las Rozas                  | Navalcarbón                  |
| Melilla              | Melilla                    | Municipal Álvarez Claro      |
| Mérida AD            | Merida                     | Stadio Romano                |
| Navalcarnero         | Navalcarnero               | Municipal Mariano González   |
| Poblense             | Sa Pobla                   | Nou Camp de Sa Pobla         |
| Rayo Majadahonda     | Majadahonda                | Cerro del Espino             |
| Real M. Castilla     | Madrid                     | Alfredo di Stéfano           |
| S.S. Reyes           | San Sebastián de los Reyes | Matapiñonera                 |
| Socuéllamos          | Socuéllamos                | Paquito Giménez              |
| Talavera de la Reina | Talavera de la Reina       | El Prado                     |
| Villanovense         | Villanueva de la Serena    | Municipal Villanovense       |
| Villarrobledo        | Villarrobledo              | Nuestra Señora de la Caridad |
| Villarrubia          | Villarrubia de los Ojos    | Nuevo Municipal              |

### Classifica Sottogruppo A
|  | Pos. | Squadra           | Pt | G  | V  | N  | P | GF | GS | DR  |
|  | ---- | ----------------- | -- | -- | -- | -- | - | -- | -- | --- |
|  | 1.   | S.S. Reyes        | 35 | 18 | 10 | 5  | 3 | 22 | 14 | +8  |
|  | 2.   | Real M. Castilla  | 32 | 18 | 9  | 5  | 4 | 30 | 21 | +9  |
|  | 3.   | Inter de Madrid   | 30 | 18 | 8  | 6  | 4 | 24 | 16 | +8  |
|  | 4.   | Rayo Majadahonda  | 28 | 18 | 8  | 4  | 6 | 17 | 16 | +1  |
|  | 5.   | Atlético Baleares | 24 | 18 | 6  | 6  | 6 | 26 | 21 | +5  |
|  | 6.   | Navalcarnero      | 20 | 18 | 3  | 11 | 4 | 16 | 18 | -2  |
|  | 7.   | Las Rozas         | 20 | 18 | 5  | 5  | 8 | 16 | 25 | -9  |
|  | 8.   | Atlético Madrid B | 19 | 18 | 4  | 7  | 7 | 15 | 20 | -5  |
|  | 9.   | Poblense          | 16 | 18 | 2  | 10 | 6 | 16 | 21 | -5  |
|  | 10.  | Getafe B          | 13 | 18 | 2  | 7  | 9 | 11 | 21 | -10 |

### Classifica Sottogruppo B
|  | Pos. | Squadra              | Pt | G  | V  | N | P  | GF | GS | DR  |
|  | ---- | -------------------- | -- | -- | -- | - | -- | -- | -- | --- |
|  | 1.   | Badajoz              | 41 | 18 | 12 | 5 | 1  | 32 | 9  | +23 |
|  | 2.   | Extremadura UD       | 31 | 18 | 8  | 7 | 3  | 24 | 16 | +8  |
|  | 3.   | Talavera de la Reina | 27 | 18 | 7  | 6 | 5  | 23 | 19 | +4  |
|  | 4.   | Villanovense         | 27 | 18 | 7  | 6 | 5  | 15 | 8  | +7  |
|  | 5.   | Don Benito           | 24 | 18 | 6  | 6 | 6  | 16 | 21 | -5  |
|  | 6.   | Mérida AD            | 23 | 18 | 6  | 5 | 7  | 12 | 12 | 0   |
|  | 7.   | Melilla              | 23 | 18 | 6  | 5 | 7  | 15 | 19 | -4  |
|  | 8.   | Villarrubia          | 20 | 18 | 4  | 8 | 6  | 17 | 24 | -7  |
|  | 9.   | Socuéllamos          | 16 | 18 | 4  | 4 | 10 | 13 | 25 | -12 |
|  | 10.  | Villarrobledo        | 10 | 18 | 2  | 4 | 12 | 15 | 29 | -14 |

## Prima fase di Promozione
Fanno parte di questa prima fase tutte le squadre classificatesi al primo, secondo e terzo posto nei rispettivi sottogruppi. Le squadre partecipanti che hanno partecipato al sottogruppo A affronteranno, in un doppio turno, quelle che hanno partecipato al sottogruppo B e non potranno, in ogni caso, affrontare le squadre che hanno partecipato allo stesso sottogruppo della Prima Fase. Le prime 3 di ciascun gruppo insieme alla migliore quarta passeranno al turno successivo per la promozione in Segunda División, le restanti 14 saranno automaticamente "promosse" nella nuova Primera División RFEF.

### Gruppo 1
| Pos. | Squadra           | Pt | G  | V  | N | P | GF | GS | DR  |
| ---- | ----------------- | -- | -- | -- | - | - | -- | -- | --- |
| 1.   | Burgos            | 50 | 24 | 15 | 5 | 4 | 31 | 14 | +17 |
| 2.   | Celta Vigo B      | 40 | 24 | 12 | 4 | 8 | 34 | 26 | +8  |
| 3.   | Zamora CF         | 40 | 24 | 11 | 7 | 6 | 27 | 26 | +1  |
| 4.   | Unionistas        | 39 | 24 | 11 | 6 | 7 | 24 | 17 | +7  |
| 5.   | Real Valladolid B | 39 | 24 | 11 | 6 | 7 | 32 | 30 | +2  |
| 6.   | Leonesa           | 34 | 24 | 9  | 7 | 8 | 34 | 28 | +6  |

### Gruppo 2
| Pos. | Squadra           | Pt | G  | V  | N  | P | GF | GS | DR  |
| ---- | ----------------- | -- | -- | -- | -- | - | -- | -- | --- |
| 1.   | Real Sociedad B   | 53 | 26 | 16 | 5  | 5 | 46 | 22 | +24 |
| 2.   | Athletic Bilbao B | 51 | 26 | 15 | 6  | 5 | 46 | 25 | +21 |
| 3.   | Amorebieta        | 49 | 26 | 14 | 7  | 5 | 34 | 21 | +13 |
| 4.   | Calahorra         | 42 | 24 | 11 | 9  | 4 | 22 | 11 | +11 |
| 5.   | Tudelano          | 34 | 24 | 9  | 7  | 8 | 35 | 31 | +4  |
| 6.   | SD Logroñés       | 34 | 24 | 8  | 10 | 6 | 23 | 23 | 0   |

### Gruppo 3
| Pos. | Squadra      | Pt | G  | V  | N  | P | GF | GS | DR  |
| ---- | ------------ | -- | -- | -- | -- | - | -- | -- | --- |
| 1.   | Ibiza        | 52 | 24 | 16 | 4  | 4 | 36 | 10 | +26 |
| 2.   | Barcellona B | 49 | 26 | 15 | 4  | 7 | 42 | 27 | +15 |
| 3.   | FC Andorra   | 44 | 26 | 12 | 8  | 6 | 34 | 25 | +9  |
| 4.   | Gimnàstic    | 43 | 26 | 11 | 10 | 5 | 38 | 24 | +14 |
| 5.   | Alcoyano     | 33 | 24 | 9  | 6  | 9 | 22 | 25 | -3  |
| 6.   | Villarreal B | 29 | 24 | 7  | 8  | 9 | 31 | 32 | -1  |

### Gruppo 4
| Pos. | Squadra             | Pt | G  | V  | N | P  | GF | GS | DR  |
| ---- | ------------------- | -- | -- | -- | - | -- | -- | -- | --- |
| 1.   | Linares Deportivo   | 47 | 24 | 14 | 5 | 5  | 28 | 17 | +11 |
| 2.   | UCAM Murcia         | 43 | 24 | 12 | 7 | 5  | 31 | 23 | +8  |
| 3.   | Algeciras           | 40 | 24 | 11 | 7 | 6  | 25 | 23 | +2  |
| 4.   | Betis B             | 39 | 24 | 10 | 9 | 5  | 33 | 22 | +11 |
| 5.   | San Fernando CD     | 38 | 24 | 11 | 5 | 8  | 29 | 23 | +6  |
| 6.   | Atlético Sanluqueño | 34 | 24 | 10 | 4 | 10 | 23 | 28 | -5  |

### Gruppo 5
| Pos. | Squadra              | Pt | G  | V  | N | P | GF | GS | DR  |
| ---- | -------------------- | -- | -- | -- | - | - | -- | -- | --- |
| 1.   | Badajoz              | 54 | 24 | 16 | 6 | 2 | 43 | 13 | +30 |
| 2.   | S.S. Reyes           | 43 | 24 | 12 | 7 | 5 | 28 | 23 | +5  |
| 3.   | Real M. Castilla     | 40 | 24 | 11 | 7 | 6 | 40 | 31 | +9  |
| 4.   | Extremadura UD       | 39 | 24 | 10 | 9 | 5 | 28 | 21 | +7  |
| 5.   | Inter de Madrid      | 36 | 24 | 10 | 6 | 8 | 27 | 22 | +5  |
| 6.   | Talavera de la Reina | 34 | 24 | 9  | 7 | 8 | 33 | 29 | +4  |

### Miglior 4º Posto
| Pos. | Squadra        | Pt | P.P.G. | G  | V  | N  | P | GF | GS | DR  |
| ---- | -------------- | -- | ------ | -- | -- | -- | - | -- | -- | --- |
| 1.   | Calahorra      | 42 | 1,75   | 24 | 11 | 9  | 4 | 22 | 11 | +11 |
| 2.   | Gimnàstic      | 43 | 1,65   | 26 | 11 | 10 | 5 | 38 | 24 | +14 |
| 3.   | Betis B        | 39 | 1,63   | 24 | 10 | 9  | 5 | 33 | 22 | +11 |
| 4.   | Extremadura UD | 39 | 1,63   | 24 | 10 | 9  | 5 | 28 | 21 | +7  |
| 5.   | Unionistas     | 39 | 1,63   | 24 | 11 | 6  | 7 | 24 | 17 | +7  |

## Fase finale di Promozione
Le prime 3 classificate dei gironi e la migliore quarta si sfidano ad eliminazione diretta per la salita in Segunda División. Le 8 perdenti saranno automaticamente "promosse" nella nuova Primera División RFEF.

### Primo turno
Gare giocate sabato 15 e domenica 16 maggio 2021.
| Squadra 1         | Risultato       | Squadra 2        |
| ----------------- | --------------- | ---------------- |
| Burgos            | 1 - 0 (d.t.s.)  | Calahorra        |
| Real Sociedad B   | 2 - 1 (d.t.s.)  | FC Andorra       |
| Linares Deportivo | 1 - 2           | Amorebieta       |
| S.S. Reyes        | 1 - 3           | Algeciras        |
| Badajoz           | 2 - 0           | Zamora CF        |
| Ibiza             | 0 - 0           | Real M. Castilla |
| UCAM Murcia       | 3 - 2 (5-4 dtr) | Barcellona B     |
| Athletic Bilbao B | 2 - 1           | Celta Vigo B     |

### Secondo turno
Le 4 vincitrici verranno promosse in Segunda División 2021-2022. Le 4 perdenti saranno automaticamente "promosse" nella nuova Primera División RFEF.
| Squadra 1       | Risultato      | Squadra 2         |
| --------------- | -------------- | ----------------- |
| Real Sociedad B | 2 - 1 (d.t.s.) | Algeciras         |
| Badajoz         | 0 - 1          | Amorebieta        |
| Burgos          | 1 - 0 (d.t.s.) | Athletic Bilbao B |
| Ibiza           | 1 - 0          | UCAM Murcia       |

### Verdetti
- Amorebieta,  Burgos,  Ibiza e  Real Sociedad B promossi in Segunda División 2021-2022

## Promozione alla Primera División RFEF
Fanno parte di questa fase tutte le squadre classificatesi al quarto, quinto e sesto posto nei rispettivi sottogruppi, più le due classificate al settimo posto nel sottogruppo 2A e 3A. Le squadre che hanno partecipato al sottogruppo A affronteranno, in un doppio girone, quelle che hanno partecipato al sottogruppo B, non potendo comunque affrontare le squadre che hanno partecipato allo stesso sottogruppo della Fase Regolare. Le prime 2 di ciascun gruppo saranno promosse nella nuova Primera División RFEF, le restanti 22 saranno automaticamente inserite nella nuova Segunda División RFEF.

### Gruppo 1
| Pos. | Squadra             | Pt | G  | V  | N  | P  | GF | GS | DR  |
| ---- | ------------------- | -- | -- | -- | -- | -- | -- | -- | --- |
| 1.   | Racing Ferrol       | 40 | 24 | 11 | 7  | 6  | 31 | 23 | +8  |
| 2.   | Deportivo La Coruña | 39 | 24 | 11 | 6  | 7  | 22 | 13 | +9  |
| 3.   | Numancia            | 38 | 24 | 10 | 8  | 6  | 34 | 19 | +15 |
| 4.   | Langreo             | 28 | 24 | 7  | 9  | 8  | 25 | 30 | -5  |
| 5.   | Compostela          | 30 | 24 | 5  | 13 | 6  | 22 | 23 | -1  |
| 6.   | Marino de Luanco    | 27 | 24 | 7  | 6  | 11 | 19 | 26 | -7  |

### Gruppo 2
| Pos. | Squadra          | Pt | G  | V  | N  | P  | GF | GS | DR  | Coeff. |
| ---- | ---------------- | -- | -- | -- | -- | -- | -- | -- | --- | ------ |
| 1.   | Real Unión       | 45 | 26 | 14 | 3  | 9  | 34 | 21 | +13 | 1,73   |
| 2.   | Racing Santander | 42 | 26 | 12 | 6  | 8  | 40 | 28 | +12 | 1,62   |
| 3.   | Arenas Getxo     | 39 | 26 | 9  | 12 | 5  | 23 | 19 | +4  | 1,50   |
| 4.   | Ebro             | 39 | 26 | 10 | 9  | 7  | 24 | 28 | -4  | 1,50   |
| 5.   | Osasuna B        | 37 | 26 | 10 | 7  | 9  | 33 | 32 | +1  | 1,42   |
| 6.   | Tarazona         | 31 | 26 | 9  | 4  | 13 | 22 | 33 | -11 | 1,19   |
| 7.   | Laredo           | 29 | 26 | 8  | 5  | 13 | 23 | 36 | -13 | 1,12   |

### Gruppo 3
| Pos. | Squadra          | Pt | G  | V  | N | P  | GF | GS | DR | Coeff. |
| ---- | ---------------- | -- | -- | -- | - | -- | -- | -- | -- | ------ |
| 1.   | Cornellà         | 42 | 26 | 12 | 6 | 8  | 36 | 29 | +7 | 1,62   |
| 2.   | Costa Brava      | 39 | 26 | 10 | 9 | 7  | 27 | 26 | +1 | 1,50   |
| 3.   | Hércules         | 38 | 26 | 10 | 8 | 8  | 28 | 23 | +5 | 1,46   |
| 4.   | Lleida Esportiu  | 35 | 26 | 10 | 5 | 11 | 28 | 28 | 0  | 1,35   |
| 5.   | Badalona         | 33 | 26 | 8  | 9 | 9  | 23 | 23 | 0  | 1,27   |
| 6.   | La Nucía         | 31 | 26 | 8  | 7 | 11 | 20 | 28 | -8 | 1,19   |
| 7.   | Atlético Levante | 30 | 26 | 8  | 6 | 12 | 20 | 29 | -9 | 1,15   |

### Gruppo 4
| Pos. | Squadra           | Pt | G  | V  | N  | P  | GF | GS | DR  |
| ---- | ----------------- | -- | -- | -- | -- | -- | -- | -- | --- |
| 1.   | Siviglia Atlético | 38 | 24 | 10 | 8  | 6  | 37 | 27 | +10 |
| 2.   | Linense           | 38 | 24 | 10 | 8  | 6  | 24 | 22 | +2  |
| 3.   | Córdoba           | 37 | 24 | 10 | 7  | 7  | 31 | 22 | +9  |
| 4.   | Real Murcia       | 35 | 24 | 9  | 8  | 7  | 27 | 25 | +2  |
| 5.   | Tamaraceite       | 33 | 24 | 7  | 12 | 5  | 23 | 20 | +3  |
| 6.   | Cadice B          | 29 | 24 | 8  | 5  | 11 | 27 | 29 | -2  |

### Gruppo 5
| Pos. | Squadra           | Pt | G  | V  | N  | P  | GF | GS | DR  |
| ---- | ----------------- | -- | -- | -- | -- | -- | -- | -- | --- |
| 1.   | Rayo Majadahonda  | 41 | 24 | 12 | 5  | 7  | 26 | 21 | +5  |
| 2.   | Atlético Baleares | 39 | 24 | 11 | 6  | 7  | 36 | 24 | +12 |
| 3.   | Villanovense      | 36 | 24 | 10 | 6  | 8  | 21 | 14 | +7  |
| 4.   | Mérida AD         | 30 | 24 | 8  | 6  | 10 | 19 | 19 | 0   |
| 5.   | Navalcarnero      | 27 | 24 | 5  | 12 | 7  | 20 | 25 | -5  |
| 6.   | Don Benito        | 25 | 24 | 6  | 7  | 11 | 18 | 31 | -13 |

## Fase Permanenza in Segunda División RFEF
Fanno parte di questa fase tutte le squadre classificatesi dal settimo al decimo posto nei sottogruppi da 10 squadre e quelle classificate dall'ottavo all'undicesimo posto dei sottogruppi di 11 squadre. Le squadre che hanno partecipato al sottogruppo A affronteranno, in un doppio girone, quelle che hanno partecipato al sottogruppo B, non potendo comunque affrontare le squadre che hanno partecipato allo stesso sottogruppo della Fase Regolare. I classificati nelle posizioni dal quarto all'ottavo di ogni girone, oltre a quello classificato al terzo posto con il peggior coefficiente di tutti i gironi, saranno retrocessi in Tercera División RFEF. Le prime e seconde classificate con le migliori terze saranno automaticamente inserite nella nuova Segunda División RFEF.

### Gruppo 1
|  | Pos. | Squadra          | Pt | G  | V  | N  | P  | GF | GS | DR  |
|  | ---- | ---------------- | -- | -- | -- | -- | -- | -- | -- | --- |
|  | 1.   | Coruxo           | 36 | 26 | 10 | 6  | 10 | 32 | 32 | 0   |
|  | 2.   | Salamanca UDS    | 35 | 26 | 9  | 8  | 9  | 29 | 26 | +3  |
|  | 3.   | Pontevedra       | 34 | 26 | 8  | 10 | 8  | 31 | 25 | +6  |
|  | 4.   | Real Oviedo B    | 30 | 26 | 8  | 6  | 12 | 22 | 39 | -17 |
|  | 5.   | Lealtad          | 28 | 26 | 5  | 13 | 8  | 20 | 23 | -3  |
|  | 6.   | Sporting Gijón B | 26 | 26 | 5  | 11 | 10 | 26 | 35 | -9  |
|  | 7.   | Guijuelo         | 22 | 26 | 5  | 7  | 14 | 24 | 38 | -14 |
|  | 8.   | Covadonga        | 15 | 26 | 4  | 3  | 19 | 31 | 57 | -26 |

### Gruppo 2
|  | Pos. | Squadra        | Pt | G  | V  | N  | P  | GF | GS | DR  |
|  | ---- | -------------- | -- | -- | -- | -- | -- | -- | -- | --- |
|  | 1.   | Mutilvera      | 39 | 26 | 10 | 9  | 7  | 32 | 21 | +11 |
|  | 2.   | Ejea           | 37 | 26 | 10 | 7  | 9  | 24 | 26 | -2  |
|  | 3.   | Izarra         | 34 | 26 | 10 | 4  | 12 | 29 | 31 | -2  |
|  | 4.   | Portugalete    | 28 | 28 | 7  | 7  | 14 | 22 | 28 | -6  |
|  | 5.   | Haro Deportivo | 25 | 26 | 5  | 10 | 11 | 25 | 31 | -6  |
|  | 6.   | Alavés B       | 22 | 28 | 5  | 7  | 16 | 26 | 42 | -16 |
|  | 7.   | Barakaldo      | 22 | 28 | 5  | 7  | 16 | 26 | 51 | -25 |
|  | 8.   | Leioa          | 16 | 28 | 3  | 7  | 18 | 18 | 47 | -29 |

### Gruppo 3
|  | Pos. | Squadra           | Pt | G  | V  | N  | P  | GF | GS | DR  |
|  | ---- | ----------------- | -- | -- | -- | -- | -- | -- | -- | --- |
|  | 1.   | Peña Deportiva    | 36 | 26 | 8  | 12 | 6  | 20 | 20 | 0   |
|  | 2.   | Espanyol B        | 37 | 28 | 10 | 7  | 11 | 33 | 34 | -1  |
|  | 3.   | Prat              | 36 | 28 | 8  | 12 | 8  | 23 | 27 | -4  |
|  | 4.   | Olot              | 34 | 28 | 9  | 7  | 12 | 29 | 35 | -6  |
|  | 5.   | Atzeneta          | 28 | 26 | 7  | 7  | 12 | 27 | 29 | -2  |
|  | 6.   | L'Hospitalet      | 30 | 28 | 8  | 6  | 14 | 31 | 48 | -17 |
|  | 7.   | Orihuela          | 25 | 26 | 6  | 7  | 13 | 25 | 40 | -15 |
|  | 8.   | Valencia Mestalla | 18 | 26 | 2  | 12 | 12 | 24 | 35 | -11 |

### Gruppo 4
|  | Pos. | Squadra             | Pt | G  | V | N  | P  | GF | GS | DR  |
|  | ---- | ------------------- | -- | -- | - | -- | -- | -- | -- | --- |
|  | 1.   | Las Palmas Atlético | 35 | 26 | 8 | 11 | 7  | 27 | 25 | +2  |
|  | 2.   | El Ejido            | 35 | 26 | 9 | 8  | 9  | 30 | 27 | +3  |
|  | 3.   | Granada B           | 35 | 26 | 9 | 8  | 9  | 25 | 23 | +2  |
|  | 4.   | Marbella FC         | 34 | 26 | 9 | 7  | 10 | 31 | 27 | +4  |
|  | 5.   | Yeclano             | 29 | 26 | 8 | 5  | 13 | 29 | 40 | -11 |
|  | 6.   | Recreativo Huelva   | 23 | 26 | 6 | 5  | 15 | 36 | 38 | -2  |
|  | 7.   | Lorca Deportiva     | 19 | 26 | 4 | 7  | 15 | 26 | 49 | -23 |
|  | 8.   | Marino              | 12 | 26 | 2 | 6  | 18 | 18 | 50 | -32 |

### Gruppo 5
|  | Pos. | Squadra           | Pt | G  | V | N  | P  | GF | GS | DR  |
|  | ---- | ----------------- | -- | -- | - | -- | -- | -- | -- | --- |
|  | 1.   | Melilla           | 37 | 26 | 9 | 10 | 7  | 28 | 26 | +2  |
|  | 2.   | Socuéllamos       | 33 | 26 | 9 | 6  | 11 | 20 | 27 | -7  |
|  | 3.   | Poblense          | 30 | 26 | 6 | 12 | 8  | 29 | 28 | +1  |
|  | 4.   | Atlético Madrid B | 29 | 26 | 7 | 8  | 11 | 23 | 30 | -7  |
|  | 5.   | Villarrubia       | 29 | 26 | 6 | 11 | 9  | 24 | 33 | -9  |
|  | 5.   | Las Rozas         | 28 | 26 | 6 | 10 | 10 | 21 | 31 | -10 |
|  | 7.   | Getafe B          | 23 | 26 | 4 | 11 | 11 | 18 | 30 | -12 |
|  | 8.   | Villarrobledo     | 12 | 26 | 2 | 6  | 18 | 20 | 44 | -24 |

### Peggior 3º Posto
|  | Pos. | Squadra    | Pt | G  | V  | N  | P  | GF | GS | DR |
|  | ---- | ---------- | -- | -- | -- | -- | -- | -- | -- | -- |
|  | 1.   | Granada B  | 35 | 26 | 9  | 8  | 9  | 25 | 23 | +2 |
|  | 2.   | Pontevedra | 34 | 26 | 8  | 10 | 8  | 31 | 25 | +6 |
|  | 3.   | Izarra     | 34 | 26 | 10 | 4  | 12 | 29 | 31 | -2 |
|  | 4.   | Prat       | 36 | 28 | 8  | 12 | 8  | 23 | 27 | -4 |
|  | 5.   | Poblense   | 30 | 26 | 6  | 12 | 8  | 29 | 28 | +1 |